# Verjni (Korenovsk, Krasnodar)
Verjni (del ruso: Верхний) es un jútor del raión de Korenovsk del krai de Krasnodar, en Rusia. Está situado en la orilla derecha del río Kirpili, a 9 km al sudeste de Korenovsk y 53 km al norte de Krasnodar, la capital del krai. Tenía 489 habitantes en 2010.
Pertenece al municipio Razdolnenskoye.